# S.O.S. (Jonas Brothers-dal)
Az "S.O.S" a Jonas Brothers amerikai együttes második, Jonas Brothers című stúdióalbumának harmadik kimásolt kislemeze. A dalt 2007-ben bocsátották ki az USA-ban, de Európában csak 2008. május 30-án mutatkozott be.

## Háttere
Nick Jonas írta a dalt, és állítólag tíz percig írta a szöveget, mikor megjött az igazi story.

## Videóklip
A videót 2007-ben forgatták le a brit Mary királynő nevű óceánjárón, ami a kaliforniai Long Beachben helyezkedett el. A videóklip premiere kora augusztusban volt a Disney Channelen. A Jonas Brothers azt mondta, hogy a hajó eléggé hátborzongató volt és szerették megijeszteni egymást a fedélzeten. Mióta feltöltötték a videót a Jonas Brothers hivatalos YouTube oldalára, azóta a 2007-es augusztusi kezdetektől fogva 2009 júliusáig több mint 68 200 000 nézője volt.

## Slágerlisták
2007 augusztusában az S.O.S a Billboard Hot 100 65. helyén debütált. Az első héten már a 19. helyre ugrott fel a dal, ami az együttes első TOP20-as helyezése volt. A klip digitálisan nagyon jól eladható volt, a Billboard's Hot Digital Song listáján két hétig volt a 4. helyen.
Ausztráliában az S.O.S az ARIA Chartson a 48. helyen debütált 2008. április 13-án.
2008 január 3-án a dal egy drámai felemelkedést nyert az albumeladások számát tekintve, miszerint néhány hét alatt a 85. helyről a 40-ig jutott el.
Az S.O.S premiere Németországban 2008. június 17-én volt.
A dal Angliában is sikeres volt, de egy idő után hirtelen visszaesett a 11. helyről a 24-re, majd a 32-re.

## Slágerlistás helyezések

### Charts
| Chart (200-2008)                 | Csúcs pozíció |
| -------------------------------- | ------------- |
| Australian ARIA Singles Chart    | 47            |
| Belgian Singles Chart (Flanders) | 8             |
| Belgian Singles Chart (Wallonia) | 17            |
| Canadian Hot 100                 | 49            |
| German Singles Chart             | 26            |
| Ír slágerlista                   | 14            |
| Italian FIMI Singles Chart       | 21            |
| Swedish Singles Chart            | 28            |
| U.S. Billboard Hot 100           | 19            |
| U.S. Billboard Pop 100           | 5             |
| Brit kislemezlista               | 13            |

## Megjelenési forma és számlista
| UK CD Single 1 1. "S.O.S" (Album version) 2. "Hello Beautiful" (Live) UK CD Single 2 - Enhanced 1. "S.O.S" (Album Version) 2. "Hello Beautiful" (Live) 3. "Year 3000" (Album Version) 4. "S.O.S" (Video) |